# برونته هلیگن
برونته هلیگن (انگلیسی: Bronte Halligan؛ زادهٔ ۱۲ اوت ۱۹۹۶) بازیکن زن واترپلو اهل استرالیا است.
وی در مسابقات کشوری و بین‌المللی در مجموع برندهٔ ۱ مدال نقره شده است.